# 3228 Pire
3228 Pire eller 1935 CL är en asteroid i huvudbältet, som upptäcktes den 8 februari 1935 av den belgiske astronomen Sylvain Arend i Uccle. Den har fått sitt namn efter den belgiske Nobels fredspris tagaren Georges Pire.
Asteroiden har en diameter på ungefär 16 kilometer och den tillhör asteroidgruppen Nysa.